# Instinct de survie (film, 2016)
Pour les articles homonymes, voir Instinct de survie.
Pour plus de détails, voir Fiche technique et Distribution.
Instinct de survie ou Les bas-fonds au Québec (The Shallows) est un film d'horreur américain réalisé par Jaume Collet-Serra, sorti en 2016.
Le film suit Nancy, une surfeuse qui se retrouve coincée sur un rocher à quelques mètres du rivage. Un grand requin blanc rôde dans les parages.

## Synopsis
Nancy, une jeune étudiante américaine, se rend sur une plage déserte au Mexique dans le but d'exercer sa passion, le surf. Sur la plage, dont le nom lui est inconnu mais qu'elle connaît grâce à sa défunte mère qui venait y surfer, Nancy rencontre deux surfeurs locaux qui lui assurent que les seuls dangers potentiels dans la mer sont les rochers, le corail de feu et les méduses.
Après avoir profité des vagues en leur compagnie et contacté ses proches, Nancy retourne seule dans l'eau. Un banc de dauphins croise sa route, et Nancy découvre, plus loin, la dépouille d'une baleine flottant à la surface. Elle s'éloigne de la carcasse et retourne surfer. Lors d'une chute, bousculée par un requin, elle se blesse dans le corail. Elle se réfugie sur la baleine morte mais le requin se déchaîne sur l'animal et parvient à faire tomber Nancy qui se précipite vers un rocher où elle se brûle en marchant sur du corail. Ayant pour unique compagnie une mouette blessée, Nancy est condamnée à rester sur ce rocher et stoppe l'hémorragie à l'aide de son collier et de sa combinaison.
Le lendemain, elle remarque un homme ivre allongé sur la plage ; il entend ses appels à l'aide mais, plutôt que de lui porter secours, vole ses affaires avant de se jeter à l'eau pour récupérer la planche de surf. Gravement blessé par le requin, il décède sur la plage, coupé en deux. Dans la journée, les deux surfeurs sont de retour et viennent à l'aide de Nancy qui leur hurle de sortir de l'eau, mais les deux hommes se dirigent vers elle, persuadés que dans cette zone il n'y a pas de requin. L'un des deux fait demi-tour mais se fait attraper par le requin ; l'autre se précipite vers le rocher où se trouve Nancy mais se fait également dévorer. Le grand blanc semble avoir établi son territoire de chasse près de la plage à cause de la baleine morte. Nancy soigne l'aile blessée de la mouette puis récupère la caméra d'action d'un des surfeurs décédés qui flottait non loin. Elle enregistre une vidéo d'adieu à son père et à sa sœur cadette, puis pose la mouette sur un morceau de planche d'un des surfeurs, que le courant emmène en direction du rivage, pour qu'au moins l'une d'elles s'en sorte.
Décidant de nager jusqu'à une bouée de balisage, elle se retrouve au cœur d'un banc de méduses qui lui permet d'échapper de justesse au requin, et grimpe sur la bouée. Lorsqu'elle remarque la présence d'un bateau au loin, elle tente de signaler sa présence à l'aide de fusées de détresse présentes dans la bouée, en vain. Elle tire une fusée de détresse sur le requin qui attaque la bouée, sans résultat. Lorsque le requin charge à nouveau, Nancy remarque qu'il nage dans l'huile que la baleine a laissé dans son sillage après avoir été dévorée et tire dans cette direction; le grand blanc saute hors de l'eau et est partiellement brûlé. Encore plus agressif, il se jette sur la bouée, provoquant la chute de Nancy qui remarque que les chaînes reliées à l'ancre sous-marine se détachent de la bouée et que l'ancre est garnie de fers à béton saillants et acérés. S'aidant du poids de la chaîne qui se décroche, Nancy se laisse entraîner vers le fond, suivie par le requin. Nancy esquive l'ancre au dernier moment, laissant le requin s'empaler mortellement sur les torons métalliques.
Un petit garçon, se promenant seul sur la plage, découvre la caméra, regarde la dernière vidéo et découvre, horrifié, ce qu'il s'est passé ; il part chercher de l'aide. Nancy, inconsciente, est ramenée sur la plage par Carlos, le Mexicain qui l'avait emmenée sur la plage quelques jours plus tôt. Elle reprend alors soudainement connaissance et voit Carlos, ainsi que la mouette blessée (ayant atteint le rivage).
Un an plus tard, Nancy, rétablie, part surfer avec sa petite sœur sous le regard confiant de leur père.

## Fiche technique
Sauf indication contraire, les informations mentionnées dans cette section peuvent être confirmées par la base de données cinématographiques IMDb,  présente dans la section « Liens externes ».
- Titre original : The Shallows
- Titre français : Instinct de survie
- Titre québécois : Les bas-fonds
- Titre provisoire : In the Deep
- Réalisation : Jaume Collet-Serra
- Scénario : Anthony Jaswinski
- Musique : Marco Beltrami
- Direction artistique : Nathan Blanco Fouraux
- Décors : Hugh Bateup
- Photographie : Flavio Martínez Labiano
- Production : Lynn Harris et Matti Leshem
- Sociétés de production : Ombra Films et Weimaraner Republic Pictures ; Sony Pictures Entertainment (coproduction)
- Sociétés de distribution : Columbia Pictures (États-Unis), Sony Pictures Releasing France (France)
- Pays de production :  États-Unis
- Langue originale : anglais
- Budget : 17 millions de dollars[2]
- Format : couleur - 2.35:1
- Genre : horreur, thriller, survie
- Durée : 86 minutes
- Dates de sortie[3] :
  - États-Unis : 24 juin 2016
  - France : 17 août 2016
- Classifications : Tous publics avec avertissement lors de sa sortie en France
  - Déconseillé aux moins de 12 ans à la télévision

## Distribution
- Blake Lively (VF : Élisabeth Ventura ; VQ : Catherine Proulx-Lemay) : Nancy Adams
- Óscar Jaenada (VF : Emmanuel Garijo ; VQ : Gilbert Lachance) : Carlos
- Sedona Legge (VF : Rebecca Benhamour ; VQ : Romy Kraushaar-Hébert) : Chloé Adams
- Brett Cullen (VF : Patrick Béthune ; VQ : Martin Desgagné) : le père de Nancy et Chloé
- Angelo José Lozano Corzo (VF : Thomas Roditi) : le premier surfer
- José Manuel Trujillo Salas (VF : Jochen Haegele) : le deuxième surfer
- Diego Espejel : l'homme saoul
- Pablo Calva : le fils de Carlos
- Janelle Bailey : la mère de Nancy

Source et légende: Version québécoise (VQ) sur Doublage Québec

## Production

### Développement

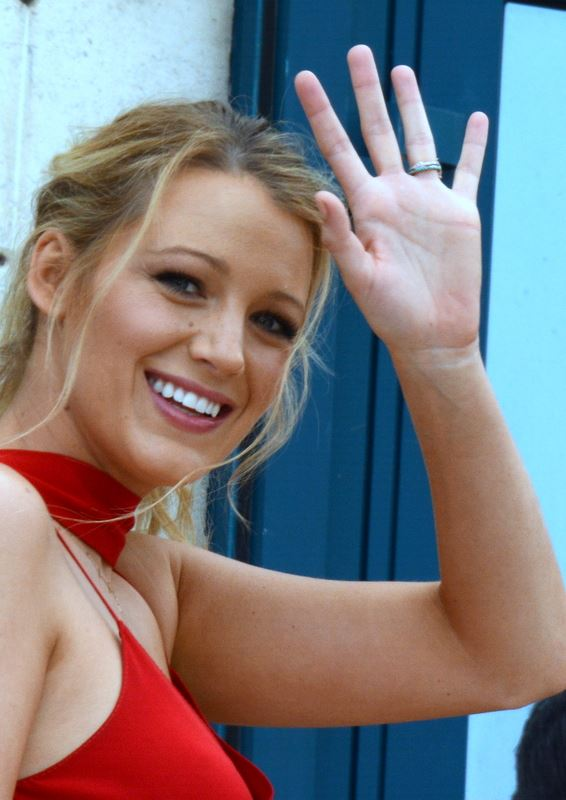
L'actrice principale Blake Lively au Festival de Cannes 2016.

En septembre 2014, il est annoncé que Sony Pictures a acquis les droits d'un script autour d'une histoire de requin intitulé In the Deep écrit par Anthony Jaswinski. Lynn Harris et Matti Leshem seront producteurs du projet, via la société Weimaraner Republic Pictures. En décembre 2014, le script est classé dans la The Black List des meilleurs scripts en attente de production. En mars 2015, Louis Leterrier est annoncé comme réalisateur. Cependant, en juin 2015, le Français quitte le projet en raison de divergences artistiques et de la baisse considérable du budget. Quelques jours plus tard, il est remplacé par Jaume Collet-Serra
En août 2015, le titre du film devient The Shallows et le tournage est annoncé pour novembre 2015 en Australie.

### Attribution des rôles
En août 2015, Blake Lively décroche le rôle principal.

### Tournage
Le tournage a eu lieu en Australie : en Nouvelle-Galles du Sud (île Lord Howe) et dans le Queensland (dans les Village Roadshow Studios d'Oxenford et de la Gold Coast).

## Accueil

### Accueil critique
En France, le film reçoit un accueil mitigé de la presse spécialisée, obtenant une moyenne de 2,9/5 sur le site Allociné, pour 21 critiques collectées.

### Box-office
| Pays ou région    | Box-office      | Date d'arrêt du box-office | Nombre de semaines |
| ----------------- | --------------- | -------------------------- | ------------------ |
| États-Unis Canada | 55 124 043 $    | 29 septembre 2016          | 14                 |
| France            | 548 444 entrées | 25 septembre 2016          | 6                  |
| Mondial           | 119 100 758 $   | 30 octobre 2016            | 18                 |